# Sabine Brehm
Sabine Brehm (ur. 5 maja 1963) – niemiecka łyżwiarka szybka reprezentująca NRD, dwukrotna medalistka mistrzostw świata.

## Kariera
Pierwszy sukces w karierze Sabine Brehm osiągnęła w 1985 roku, zdobywając brązowy medal podczas wielobojowych mistrzostw Europy w Groningen. W zawodach tych wyprzedziły ją jedynie rodaczka, Andrea Schöne oraz Yvonne van Gennip z Holandii. Brehm była tam trzecia w biegach na 1500 i 5000 m, czwarta na 3000 m oraz dziewiąta w biegu na 500 m. Miesiąc później trzecie miejsce zajęła także na mistrzostwach świata w Sarajewie, plasując się za Andreą Schöne i Gabi Schönbrunn. W poszczególnych biegach była piąta na 500 i 3000 m, druga na 1500 m i czwarta na 5000 m. Ostatni medal wywalczyła podczas rozgrywanych w 1986 roku mistrzostw świata w Hadze, gdzie lepsze były tylko Karin Kania i Andrea Ehrig-Mitscherlich. Najlepszy wynik osiągnęła w biegu na 5000 m, który ukończyła na drugim miejscu. Poza tym była trzecia na 3000 m, czwarta na 1500 m i siódma na 500 m. Nigdy nie wystąpiła na igrzyskach olimpijskich. Ponadto kilkukrotnie zdobywała medale mistrzostw NRD, w tym złoty na dystansie 3000 m w 1984 roku.
W 1986 roku otrzymała Order Zasług dla Ojczyzny.